# Android
Android (укр. Андроїд) — операційна система і платформа для мобільних телефонів та планшетних комп'ютерів, створена компанією Google на базі ядра Linux. Підтримується альянсом Open Handset Alliance (OHA).
Хоча Android базується на ядрі Linux, він стоїть дещо осторонь Linux-спільноти та Linux-інфраструктури. Базовим елементом цієї операційної системи є реалізація Dalvik віртуальної машини Java, і все ПЗ і застосування спираються на цю реалізацію Java.
У 84 % смартфонів, проданих у ІІІ кварталі 2014 року, було встановлено операційну систему Android.
У березні 2017 року ОС Android стала найпопулярнішою ОС, з якої виходили в інтернет. Так, 37,93 % користувачів заходили в інтернет із Android'а, а з Windows — 37,91 % користувачів. В Азії показники ще вищі — 52,2 % і 29,2 % відповідно.

## Історія
Android Inc. було засновано в Пало-Альто, у Каліфорнії (США), у жовтні 2003 року Енді Рубіном (співзасновник компанії Danger), Річардом Майнером (співзасновник Wildfire Communications, Inc.), Ніком Сірсом (колишній віце-президент компанії T-Mobile) і Крісом Уайтом (очолював дизайн і розробку інтерфейсу в WebTV) для розробки, за словами Рубіна «більш розумних мобільних пристроїв, які краще знають про місце перебування власника і його вподобання». Ранні наміри компанії полягали в тому, щоб розробити вдосконалену операційну систему для цифрових фотоапаратів, але було зрозуміло, що ринок пристроїв не був достатньо великим, і вони спрямували свої зусилля на розробку операційної системи для смартфонів, щоб конкурувати з Symbian і Windows Mobile (на той момент Apple ще не випустила iPhone).
Незважаючи на минулі досягнення засновників і ранніх співробітників, Android Inc. працювала таємно, оголосивши, що вона працювала над ПЗ для мобільних телефонів. Цього ж року Рубін залишився без грошей. Стів Перлман, друг Рубіна, приніс йому $10 тис. готівкою у конверті та відмовився від своєї частки в компанії.

### Google купує Android, Inc.
У липні 2005 року компанія Google купила Android Inc. Всі засновники цієї стартап-компанії пішли працювати у Google. На той час мало що було відомо про Android Inc., окрім того, що вони займаються розробкою ПЗ для мобільних телефонів. Такий розвиток подій спричинив виникнення чуток про те, що Google планує увійти на ринок мобільних телефонів, але було незрозуміло, що саме компанія планує там робити.
У Google група на чолі з Рубіном розробила ОС на основі Linux (ядро v2.6), яку вони пропонували розробникам телефонів та операторам мобільного зв'язку як гнучку та розширювану систему. Повідомлялося, що Google планує співпрацю з рядом розробників апаратних компонентів та програмного забезпечення і є відкритою для співпраці з операторами мобільного зв'язку.
У грудні 2006 року знову пішли чутки про те, що Google буде просуватися на ринок мобільних телефонів. Доповіді BBC і The Wall Street Journal зазначали, що Google хоче розмістити пошуковик Google і ПЗ Google на мобільних телефонах, і компанія постійно напружено працює для досягнення цієї мети.
Далі у пресі та онлайн-ЗМІ почали з'являтися чутки, що Google розробляє телефон під власним брендом. За цими були інші, які стверджували, що Google визначила технічні характеристики та вже презентує прототипи розробникам телефонів та операторам мобільного зв'язку. Повідомляли, що буде реалізовано приблизно 30 прототипів. Network World повідомляє, що Google-телефон дійсно є телефоном з відкритою операційною системою, на відміну від схожих продуктів, таких як iPhone. Проєктом створення смартфона з використанням відкритого коду, в тому числі з використанням ядра Linux.

### Розробник: Open Handset Alliance
5 листопада 2007 року консорціум Open Handset Alliance (OHA) заявив про намір розробити відкриті стандарти для мобільних пристроїв. У той же день концерн представив як свій перший продукт платформу для мобільних телефонів на основі ОС Linux — Android.

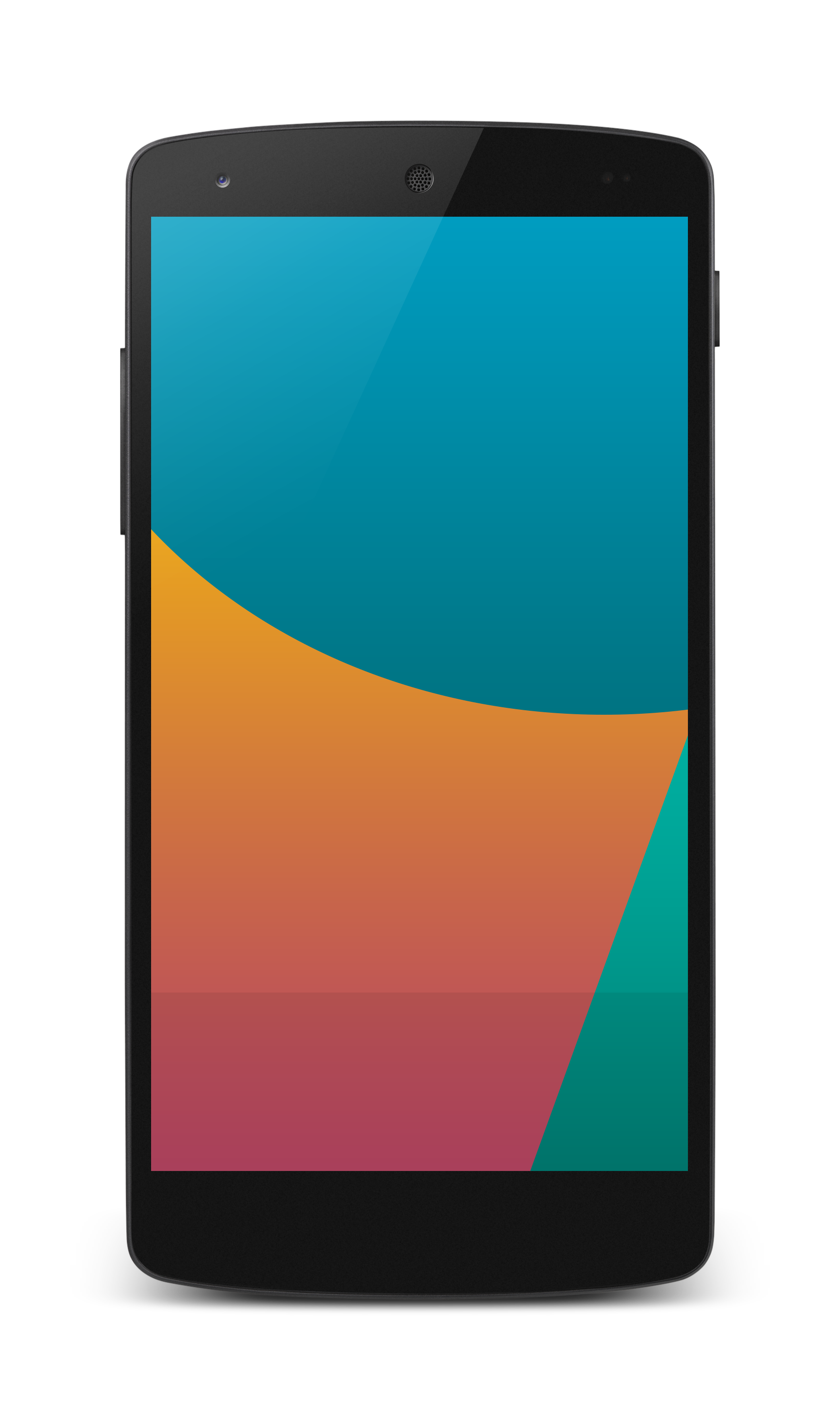
Nexus 5 на ОС Android 4.4 KitKat

Деякі основні учасники OHA:
| ПЗ              | Інтегральних мікросхем                                               | Виробники телефонів                                           | Провайдери зв'язку                                                                          |
| --------------- | -------------------------------------------------------------------- | ------------------------------------------------------------- | ------------------------------------------------------------------------------------------- |
| - eBay - Google | - Broadcom - Intel - Marvell - NVIDIA - Qualcomm - Texas Instruments | - Acer - ASUS - HTC - LG - Motorola - Samsung - Sony Ericsson | - China Mobile - KDDI - NTT DoCoMo - Sprint Nextel - T-Mobile - Telecom Italia - Telefónica |

## Nexus
У 2010 році Google запустила серію Nexus — лінійку смартфонів і планшетів під управлінням операційної системи Android, яку виробляє один з партнерів компанії. HTC була першою компанією, яку Google обрала для випуску першого смартфону лінійки Nexus — Nexus One. Наступні пристрої серії Nexus — Nexus S і Galaxy Nexus — випустила компанія Samsung наприкінці 2010 та 2011 роках відповідно. У 2012 році серія була оновлена новими пристроями: смартфоном Nexus 4 і планшетом Nexus 10, зроблених LG і Samsung відповідно. У пристроях серії Nexus Google втілює свої флагманські Android-пристрої, демонструючи в них останні версії програмного забезпечення Android і апаратні функції.
13 березня 2013 року Ларрі Пейдж у своєму блозі оголосив, що Енді Рубін виходить із підрозділу Android, щоб взяти на себе нові проєкти у Google. Його місце посів Сундар Пічай, який також продовжує свою роль керівника підрозділу Google Chrome, який займається розробкою Chrome OS.
Nexus 7 другого покоління — це перший планшет з операційною системою Android 4.3. Одним з нововведень, реалізованих у даній версії, є можливість створення декількох профілів користувачів з різними правами доступу, наприклад, щоб запобігти доступу дітей до небажаного контенту. Крім того, Android 4.3 підтримує стандарт Bluetooth Smart, націлений на розширення традиційної сфери застосування бездротового інтерфейсу Bluetooth.

## Розробка
12 листопада 2007 OHA представила засоби для розробки ПЗ для Android (software development kit) для ознайомлення, яка включала засоби для розробки та відлагодження програм, бібліотеки, емулятор, документацію, приклади програм, навчальний посібник (tutorial), FAQs та інше. Для розробки необхідно завантажити Android SDK для x86 платформ з Windows XP або Vista, Mac OS X 10.4.8 чи старшою, або Ubuntu Linux (Dapper Drake або старшу версію). Під іншими дистрибутивами Linux'а також повинно працювати, але напряму, така можливість, не підтримується. Також необхідно встановлений Eclipse 3.2 або старшу, з Java Development Tools та плагіном Android SDK, або Java і Javac 1.5 або 1.6, Apache Ant, та Python 2.2 або старший.

### Версії
Детальніші відомості з цієї теми ви можете знайти в статті Список версій Android.
Перша версія Android була випущена 23 вересня 2008 року і мала назву 1.0 Astroboy, а наступна — 1.1 Bender. Від назв у честь відомих роботів згодом довелося відмовитися через розбіжності з правовласниками.
З 2008 року Android пережив численні оновлення, які поступово покращували операційну систему, додаючи нові функції, та виправляли помилки у попередніх випусках. І тепер кодове ім'я кожного великого релізу Android, починаючи з версії 1.5, являє собою назву якого-небудь десерту. Перші букви найменувань в порядку версій відповідають літерами латинського алфавіту (курсивом виділено майбутні і/або непідтверджені версії):
- 1.5 Cupcake («кекс»)[18];
- 1.6 Donut («Пончик»)[18];
- 2.0/2.1 Eclair («Еклер»)[18];
- 2.2 Froyo («Заморожений йогурт»)[18];
- 2.3 Gingerbread («Імбирний пряник»)[18];
- 3.0 Honeycomb («Медові стільники»)[18];
- 4.0 Ice Cream Sandwich («Морозиво-сендвіч»)[18];
- 4.1/4.2/4.3 Jelly Bean («Жувальне драже»)[18];
- 4.4 KitKat (на честь однойменного бренду шоколадних батончиків «КітКат»; раніше планувалася назва «Key Lime Pie»)[18];
- 5.0/5.1 Lollipop («Льодяник»)[18];
- 6.0 Marshmallow («Зефір»)[18];
- 7.0/7.1 Nougat («Нуга»)[18];
- 8.0/8.1 Oreo (печиво «Орео»)[18];
- 9.0 Pie («Пиріг»)[18];
- 10 Quince Tart («Вид солодкого пирога»)[19][20][18];
- 11 Red Velvet Cake (внутрішня кодова назва — торт «Червоний оксамит»)[21][18];
- 12 Snow Cone (внутрішня кодова назва — англ. «Snow cone», укр. фруктовий ріжок)[22][18];
- 13 Tiramisu (внутрішня кодова назва — «Тирамісу»)[23][18];
- 14 Upside Down Cake (внутрішня кодова назва — англ. «Upside Down Cake», укр. Перевернутий пиріг)[24][18];
- 15 Vanilla Ice Cream (внутрішня кодова назва — «Ванільне морозиво»[18][25][26].
- 16 Android B. (внутрішня кодова назва — «Android Baklava») — очікується 3 червня 2025 року[27][28].

## Характеристики

### Інструментарій
Платформа легко пристосовується для використання VGA, бібліотек двовимірної і тривимірної графіки, розроблених на основі OpenGL ES 1.0-3.1 специфікації, традиційних інструментаріїв для смартфонів.

### Бази даних
SQLite для структурованих даних

### Технології зв'язку
Android підтримує багато технологій, що забезпечують зв'язок, у тому числі: GSM, Bluetooth, EDGE, 3G та WiFi.

### Обмін повідомленнями
Для обміну повідомленнями доступні як SMS, так і MMS сервіси, у тому числі й потокові повідомлення.

### Браузери
На Android доступний браузер, розроблений на основі SCRUM-framework.
В 2024 році, за повідомленням The Browser Company, для ОС Android вийшла мобільна версія браузера з ШІ Arc Search, при використанні якої, користувач отримує згенеровану персональну веб-сторінку з найважливішою інформацією.

### Java Virtual Machine
Програми, написані на Java, можна скомпілювати в Dalvik байткод і виконувати на Dalvik virtual machine, яка являє собою розроблену спеціально для використання на мобільних пристроях віртуальну машину, попри те, що не є стандартною Java Virtual Machine.

### Підтримка медіа
Android підтримує такі формати для аудіо/відео даних та зображень: MPEG-4, H.264, MP3, та AAC, AMR, JPG, PNG, GIF.

### Підтримка нестандартного обладнання
Android підтримує відеокамери, фотоапарати, дотикові екрани, GPS, компаси, акселерометри, та прискорювачі 3D графіки.

### Середовище розробки
Офіційним середовищем розробки є Android Studio, створене на базі IntelliJ IDEA. Містить емулятор, засоби відлагодження, профілювання пам'яті та швидкодії. Також доступні плагіни для IntelliJ IDEA, Eclipse та NetBeans.

### Початковий код
21 жовтня 2008 OHA опублікував початковий код платформи Android. До релізу увійшов весь стек Android: і операційна система, і проміжне ПЗ, і основні кінцеві застосунки, написані на Java. Загальний обсяг початкового коду Android склав 2,1 Гб.
«Найкращою ліцензією» на початковий код Android є Apache License 2.0.
У грудні 2019 компанія Google ввела в дію сервіс cs.android.com [Архівовано 11 грудня 2019 у Wayback Machine.], призначений для пошуку за початковим кодом у git-репозиторіях, пов'язаних з платформою Android. При пошуку враховуються різні класи елементів, що зустрічаються в коді, а результат виводиться в наочному вигляді з підсвічуванням синтаксису, можливістю навігації між посиланнями і перегляду історії змін. Наприклад, можна клацнути на назву функції в коді й перейти до місця її визначення або подивитися де ще вона викликається. Також можна перемикатися між різними гілками та оцінювати зміни між ними.

## Поширення

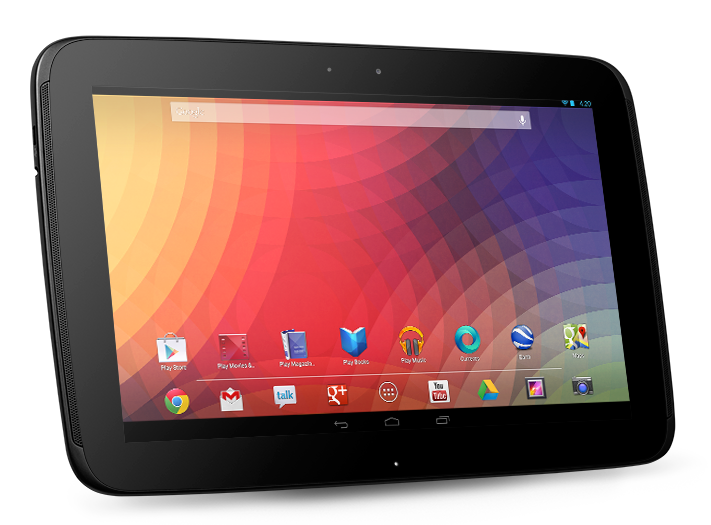
Планшетний комп'ютер від Google — Nexus 10

В травні 2010 року був досягнутий рубіж у 100 тисяч активацій в день. В грудні 2010 в день активувалося вже 300 тисяч апаратів. У травні на конференції Google I/O була озвучена статистика, згідно з якою щодня активується близько 400 тисяч нових пристроїв на базі платформи Android. В липні 2011 Енді Рубін (Andy Rubin), віцепрезидент Google, який відповідає за розробку платформи Android, повідомив про подолання нової межі — 500 тисяч активацій на день при зростанні поширення платформи в 4,4 % на тиждень. У статистику активацій включена тільки інформація про першу реєстрацію нових пристроїв, що поставляються з набором сервісів Google. Апарати з прошивками без набору застосунків Google, що випускаються деякими азійськими виробниками, у статистиці не враховані.
Загалом станом на липень 2011 продано вже понад 100 млн Android-пристроїв, випущених 36 виробниками, їх розповсюджували у мережах 215 операторів зв'язку. Загальне число моделей пристроїв на базі платформи Android досягло 310. Всього було продано більш ніж 200 млн Android-пристроїв. Каталог Google Play подолав позначку у 200 тисяч застосунків. Всього з Google Play встановлено близько 4,5 мільярдів копій програм.
За даними Google, на вересень 2015 року активовано 1,4 млрд «Андроїдів».

## Використання платформ
На діаграмі показано розподіл версій Android, що взятий з Android Studio станом на квітень 2023 року. Проте ці дані не включають Android пристрої, що не мають доступу до Google Play.
| Версія                                                                                                 | Кодова назва       | Випускова дата    | Рівень API | Runtime               | Відсоток користувачів | Найперші пристрої з цією версією |
| --- | ------------------ | ----------------- | ---------- | --------------------- | --------------------- | --- |
| 16 |                    |                   |            |                       |                       | |
| 15 | Vanilla Ice Cream  |                   |            |                       |                       | |
| 14 | Upside Down Cake   |                   |            |                       |                       | |
| 13 | T                  |                   | 32         | ART                   | >0,1 %                | Asus Zenfone 8, Pixel 4, Pixel 4 XL, Pixel 4a, Pixel 4a (5G), Pixel 5, Pixel 5a, Pixel 6, Pixel 6 Pro, Lenovo P12 Pro, OnePlus 10 Pro, Oppo Find X5 Pro, realme GT2 Pro, Xiaomi 12, Xiaomi 12 Pro, Xiaomi Pad 5, Redmi K50 Pro, Sharp AQUOS sense6, Tecno Camon 19 Pro, ZTE Axon 40 Ultra                           |
| 12 | S                  | 18 жовтня 2021    | 31         | ART                   | >0,1 %                | Asus Zenfone 8, Pixel 3, Pixel 3 XL, Pixel 3a, Pixel 3a XL, Pixel 4, Pixel 4 XL, Pixel 4a, Pixel 4a (5G), Pixel 5, Nokia X20, OnePlus 9, OnePlus 9 Pro, Oppo Find X3 Pro, iQOO 7 Legend, realme GT, TCL 20 Pro 5G, Xiaomi Mi 11, Xiaomi Mi 11 Ultra, Xiaomi Mi 11i/Mi 11X Pro, Tecno Camon 17, ZTE Axon 30 Ultra    |
| 11 | 11                 | 8 вересня 2020    | 30         | ART                   | 24,2 %                | Pixel 2, Pixel 2 XL, Pixel 3, Pixel 3 XL, Pixel 3a, Pixel 3a XL, Pixel 4, Pixel 4 XL, Pixel 4a, OnePlus 8, OnePlus 8 Pro, Oppo Find X2, Oppo Find X2 Pro, Vivo NEX 3S, Xiaomi Mi 10, Xiaomi Mi 10 Pro, POCO F2 Pro, Realme X50 Pro, Sharp Aquos Zero 2                                                              |
| 10 | Q                  | 3 вересня 2019    | 29         | ART                   | 26.5 %                | Essential Phone, Pixel, Pixel XL, Pixel 2, Pixel 2 XL, Pixel 3, Pixel 3 XL, OnePlus 6, OnePlus 6T, OnePlus 7, OnePlus 7 Pro, Oppo Reno, Sony Xperia XZ3, Vivo X27, Vivo NEX S, Vivio NEX A, Xiaomi Mi MIX 3 5G, Xiaomi Mi 9, Tecno Spark 3 Pro, Asus ZenFone 5Z, Huawei Mate 20 Pro, LG G8, Nokia 8.1, Realme 3 Pro |
| 9 | Pie                | 6 серпня 2018     | 28         | ART                   | 18.2 %                | Essential Phone, Pixel, Pixel XL, Pixel 2, Pixel 2 XL, Nokia 7 Plus, OnePlus 6, Oppo R15 Pro, Sony Xperia XZ2, Vivo X21UD, Vivo X21, Xiaomi Mi MIX 2S |
| 8.1 | Oreo               | 5 грудня 2017     | 27         | ART                   | 13.7 %                | Pixel, Pixel XL, Pixel 2, Pixel 2 XL, Nexus 6P, Nexus 5X |
| 8.0 | Oreo               | 21 серпня 2017    | 26         | ART                   | 13.7 %                | Pixel, Pixel XL |
| 7.1 | Nougat             | 4 жовтня 2016     | 25         | ART                   | 6.3 %                 | Pixel, Pixel XL |
| 7.0 | Nougat             | 22 серпня 2016    | 24         | ART                   | 6.3 %                 | Nexus 5X, Nexus 6P |
| 6.0 | Marshmallow        | 5 жовтня 2015     | 23         | ART                   | 5.1 %                 | Nexus 5X, Nexus 6P |
| 5.1 | Lollipop           | 9 березня 2015    | 22         | ART                   | 3.9 %                 | Android One |
| 5.0 | Lollipop           | 3 листопада 2014  | 21         | ART 2.1.0             | 3.9 %                 | Nexus 6, Nexus 9 |
| 4.4 | KitKat             | 31 жовтня 2013    | 19         | Dalvik (та ART 1.6.0) | 1.4 %                 | Nexus 5 |
| 4.3 | Jelly Bean         | 24 липня 2013     | 18         | Dalvik                | 0.6 %                 | Nexus 7 2013 |
| 4.2 | Jelly Bean         | 13 листопада 2012 | 17         | Dalvik                | 0.6 %                 | Nexus 4, Nexus 10 |
| 4.1 | Jelly Bean         | 9 липня 2012      | 16         | Dalvik                | 0.6 %                 | Nexus 7 |
| 4.0 | Ice Cream Sandwich | 19 жовтня 2011    | 15         | Dalvik                | 0.1 %                 | Galaxy Nexus |
| Легенда:Стара версіяСтара версія, все ще підтримуєтьсяОстання версіяОстання бета-версіяМайбутній реліз |                    |                   |            |                       |                       | |

Станом на  жовтень 2018 року, 78.9 % усіх пристроїв мають OpenGL ES 3.0 або вище.
В серпні 2023 року, компанія Google збирається залишити версію ОС Android 4.4 KitKat без підтримки фірмових сервісів. Відповідно, на усіх пристроях, які досі працюють на цій версії системи припинять роботу сервіси Google, а саме карти, відстеження місця розташування, картографування, обробка платежів, інтернет-реклама та єдиний вхід через Google-акаунт, який необхідний для роботи багатьох сторонніх додатків для Android. Від Android 4.4 KitKat також відмовляться останні розробники софту для смартфонів.

## Google Play (раніше Android Market)
22 жовтня 2008 року, Google оголосила про відкриття онлайн-магазину застосунків для Android — Android Market; розробники отримають 70 % прибутку, а оператори стільникового зв'язку — 30 %. Станом на березень 2016 року в Google Play містилося понад 2 мільйона застосунків.
Google класифікує користувачів системи Android Market за 4 категоріями:
- розробники безкоштовного ПЗ[40],
- розробники платного ПЗ (Merchants)[41],
- користувачі безкоштовного ПЗ[42],
- користувачі платного ПЗ[42].

Для кожної з них в Android Market діяла окрема ліцензійна угода.
В березні 2012 року компанія Google перейменувала Android Market в Google Play.
| Безкоштовно поширювати програми на Google Play можуть резиденти цих країн: | Країни, розробники яких можуть поширювати програми і брати за це гроші:                             |
| --- | --------------------------------------------------------------------------------------------------- |
| - Австралія - Австрія - Бельгія - Болгарія - Канада - Чехія - Данія - Франція - Німеччина - Греція - Гонконг - Ірландія - Італія - Японія - Нідерланди - Норвегія - Польща - Португалія - Росія - Сінгапур - Іспанія - Швеція - Швейцарія - Тайвань - Велика Британія - Україна - США | - Австрія - Франція - Німеччина - Італія - Японія - Нідерланди - Іспанія - Британія - Україна - США |

Також система Google Play дозволяє розробникам робити застосунки недоступними для деяких пристроїв.

### Android і Google Play (раніше Android Market) в Україні
Продаж перших смартфонів на платформі Android в Україні розпочався 15 січня 2009 року Першим офіційним смартфоном на платформі Android в Україні вважається HTC Hero, хоча зустрічаються різні дати його появи в Україні: 28 вересня 2009 року, 19 жовтня 2009 року, листопад 2009 року (в той же час офіційною датою власного виходу на український ринок корпорація HTC назвала 25 травня 2010 року, коли було представлено Android-смартфони HTC Legend, HTC Desire, HTC Wildfire). Також HTC Hero присутній на українському ринку як операторське рішення щонайменше з 1 березня 2010 року. Другим офіційним смартфоном вважається Samsung Galaxy Spica, що був представлений 19 листопада 2009 року і надійшов у продаж у грудні-місяці. Першим офіційним Android-смартфоном з підтримкою технологій CDMA/EV-DO став операторський Huawei IDEOS C8150.
Появу Google Play на офіційних пристроях, що ввозяться до України (з початку виробництва Samsung, потім HTC), компанія «Андроїд Україна» прогнозувала на кінець січня 2010 року. 13 січня 2010 року, Samsung оголосила про початок поставок в Україну смартфону Galaxy Spica i5700 з доступом до Android Market для українців. 8 грудня 2010 поширено інформацію про те, що платна версія Android Market для України знаходиться в стадії публічного тестування.
12 травня 2011 року можливість купувати застосунки в Google Play стала доступною мешканцям України. Всі ціни платних застосунків для українців вказані в гривнях. Для здійснення оплати необхідна платіжна картка, зареєстрована в системі Google Checkout.

## Українська локалізація
З версії 1.6, Android має повноцінну офіційну українську локалізацію. Якщо на смартфоні немає опції вибору української мови, її можна додати, завантаживши з Google Play Apps застосунок MoreLocale2 [Архівовано 4 жовтня 2013 у Wayback Machine.].

## Переваги
Деякі користувачі відзначають, що Android проявляє себе краще одного зі своїх конкурентів, Apple iOS, в ряді особливостей, таких як вебсерфінг, інтеграція з сервісами Google і інших. Також Android, на відміну від iOS, є відкритою платформою, що дозволяє реалізувати на ній більше функцій.
- Попри початкову заборону на установку програм з «неперевірених джерел» (наприклад, з карти пам'яті), це обмеження відключається штатними засобами в налаштуваннях пристрою, що дозволяє встановлювати програми на телефони та планшети без інтернет-підключення (наприклад, користувачам, які не мають Wi-Fi-точки доступу і не бажають витрачати гроші на мобільний інтернет, який зазвичай коштує дорого), а також дозволяє будь-кому безкоштовно писати програми для Android і тестувати на своєму пристрої.
- Android доступний для різних апаратних платформ, таких як ARM, MIPS, x86.
- Існують альтернативні Google Play магазини додатків: Amazon Appstore(інші мови), Opera Mobile Store, GetUpps!, F-Droid.
- У версії 4.3 з'явилась підтримка багатокористувацького режиму[59].

## Критика
- Платформа базується на Java (спеціальна реалізація Dalvik), тому переваги і можливості операційної системи Linux на цій платформі практично не використовуються. Наприклад, не використовується жоден з популярних графічних тулкітів і бібліотек (наприклад Qt або GTK), що робить малоймовірною появу значної кількості застосунків, портованих з повноцінного десктопного варіанту Linux на цю платформу через відсутність поза вибором X-сервера і поширених графічних бібліотек.
- З'явилася інформація про те, що Google на свій розсуд видалятиме застосунки на телефонах користувачів, якщо порушуються умови їх використання[60].
- Конкуренти Android виступили з критикою платформи, звинувачуючи її в надмірній фрагментації, що створює перешкоди розробникам[61][62]. Google спростувала всі звинувачення, заявивши, що ніяких подібних проблем немає[63].
- Щоб користувачі телефонів мали доступ до Google Play та інших сервісів від Google, виробники цих телефонів мають укласти контракт з Google на використання відповідного пропрієтарного програмного забезпечення[64].

## Розробка ПЗ
Програми для Android є програмами в нестандартному байт-коді для віртуальної машини Dalvik. Google пропонує для вільного завантаження інструментарій для розробки (Software Development Kit), який призначений для x86-машин під операційними системами Linux, Mac OS X (10.4.8 або вище), Windows XP, Windows Vista та Windows 7. Для розробки потрібен Java Development Kit 5 або новіший.
Розробку застосунків для Android можна вести мовою Java (не нижче Java 1.5). Офіційним середовищем розробки є Android Studio, представлене компанією Google у 2013 році. Крім цього існує плагін для Eclipse — «Android Development Tools» (ADT), призначений для Eclipse версій 3.3-3.7. Для IntelliJ IDEA також існує плагін, який полегшує розробку Android-застосунків. Для середовища розробки NetBeans розроблено плагін, який починаючи з версії Netbeans 7.0 перестав бути експериментальним. Крім того, існує Motodev Studio for Android, що являє собою комплексне середовище розробки, засноване на базі Eclipse і дозволяє працювати безпосередньо з Google SDK. Деякі виробники (Samsung, HTC, LG) також дозволяють також працювати зі скриптами Android.
2009 року на застосунок до ADT був опублікований Android Native Development Kit (NDK), пакет інструментаріїв і бібліотек дозволяє вести розробку застосунків мовою C/С++. NDK рекомендується використовувати для розробки ділянок коду, критичних до швидкості.
Доступні бібліотеки:
- Bionic (Бібліотека стандартних функцій, несумісна з libc);
- libc (стандартна системна бібліотека мови С);
- мультимедійні бібліотеки (на базі PacketVideo OpenCORE; підтримують такі формати, як MPEG-4, H.264, MP3, AAC, AMR, JPEG та PNG);
- SGL (рушій двовимірної графіки);
- OpenGL ES 1.0 (рушій тривимірної графіки);
- Surface Manager (забезпечує для застосунків доступ до 2D/3D);
- WebKit (готовий рушій для браузера; обробляє HTML, JavaScript);
- FreeType (рушій обробки шрифтів);
- SQLite (проста система керування базами даних, доступна для всіх застосувань);
- SSL (протокол, що забезпечує безпечну передачу даних мережею).

В порівнянні зі звичайними застосунками Linux, застосунки Android підкоряються додатковим правилам:
- Content Providers — обмін даними між застосунками[70];
- Resource Manager — доступ до таких ресурсів, як файли XML, PNG, JPEG;
- Notification Manager — доступ до рядка стану;
- Activity Manager — управління активними застосунками.

Для Android був розроблений формат інсталяційних пакетів .apk.

### Android Developer Challenge
У листопаді 2007 року компанія Google оголосила конкурс Android Developer Challenge з призовим фондом 10 млн доларів США.

Завдання для учасників — створити свій улюблений застосунок для мобільних телефонів. Розглядаються програми будь-якого типу, проте вітається інноваційність і, звичайно, корисність застосунків.
Серед областей, з яких можна починати розробку застосунків для конкурсу Android, виділені такі як соціальні мережі, робота з інформацією різного типу (наприклад, фотографіями), email/IM/календар, ігри, новини, переосмислення традиційних користувальницьких інтерфейсів.

Конкурс ADC проходив 2008 року й закінчився нагородженням 50 фіналістів великими грошовими призами ($25–275 тис.).
27 травня 2009 року був оголошений конкурс ADC2 з призовим фондом $2 млн (головний приз — $250 тис.). Подавання застосунків на конкурс тривало з 24 серпня до 31 серпня 2009 року. З 24 вересня до 6 жовтня в рамках першого раунду ADC2 користувачі шляхом голосування відбирали програми для участі у другому раунді. 5 листопада був опублікований список з 200 найкращих застосунків (по 20 застосунків в кожній з 10 категорій), що потрапили у другий раунд, і почалося голосування користувачів за ці програми. 24 листопада голосування у другому раунді було закрито, почав роботу спеціальний комітет суддів-експертів, які з урахуванням думки користувачів відбирали найкращі програми. 30 листопада був опублікований список переможців конкурсу.

### Google Play Integrity API
У вересні 2024 року Google інтегрувала в Android механізм для перевірки легальності встановлених програм і ігор. Цей інструмент дозволяє розробникам дізнатися, чи було програму встановлено з офіційного магазину Google Play або з іншого джерела. Новий інструмент, Google Play Integrity API, дає можливість розробникам відстежувати походження додатка через запити на сервер. Якщо виявиться, що програма була завантажена не з Google Play, вона просто не запуститься і видасть повідомлення, що вимагає її встановлення з офіційного джерела.

## Вразливості
28 липня 2023 року, дослідники з кібербезпеки повідомили про виявлення рідкісного шкідливого програмного забезпечення, яке призначене для пристроїв під керуванням ОС Android. Вірус, відомий під назвою CherryBlos, був виявлений як мінімум у чотирьох додатках.
На початку квітня 2024 року експерти з консалтингової компанії NCC Group попередили про новий троян Vultur, який дозволяє хакерам отримувати доступ до смартфонів користувачів. Також, спеціалісти з безпеки виявили новий троян в системі Android, який може дозволити зловмисникам керувати смартфонами дистанційно. Програма під назвою Brokewell здатна записувати кожну дію на пристрої, включаючи натискання кнопок, введення тексту та запуск застосунків. Цей троян поширюється через підроблені оновлення для браузера Google Chrome і спрямований саме на користувачів ОС Android.
На початку травня 2024 року Microsoft попередив користувачів Android про нову хвилю атак під назвою Dirty Stream. Такі атаки дозволяють зловмисникам змінювати файли в кореневому каталозі будь-якої програми. Наприклад, вони можуть впровадити шкідливий код або вкрасти конфіденційну інформацію. Розслідування Microsoft показало, що вразливість у системі торкнулася популярних програм Android, таких як файловий менеджер Xiaomi, який був встановлений більше мільярда разів. Атака також стосується програми WPS Office, яка була завантажена близько 500 мільйонів разів. Розробники відповідних програм вже поінформовані про загрози.
В жовтні 2024 року дослідження Cybernews показало, що Android-смартфони регулярно надсилають низку особистих даних користувача, а саме електронну пошту, номер телефону, місцезнаходження та навіть телеметрію — прямо на сервери Google. За результатами тестування смартфон Google Pixel 9 Pro XL, виявилося, що подібну інформацію смартфон повідомляє кожні 15 хв.
В грудні 2024 року, посилаючись на аналіз загрози, який провела технологічна компанія CYFIRMA, що спеціалізується на кібербезпеці, смартфони на базі ОС Android опинилися в центрі нової кібератаки, внаслідок якої хакери отримують практично повний контроль над мобільними пристроями користувачів. Застосовуючи шкідливий Android-застосунок, який був створений з використанням інструменту для високоточних атак SpyNote, небезпечне ПЗ поширювалося через WhatsApp під виглядом файлів з назвами Best Friend, Friend тощо. Після його встановлення, додаток працював у фоновому режимі, маскуючи свою присутність, та отримував доступ до геолокації, контактів, SMS, камери та інших даних пристрою.
У квітні 2025 року компанія Cleafy Threat Intelligence виявила нову шахрайську кампанію SuperCard X, яка націлена на користувачів на базі ОС Android. Зловмисники використовують шкідливе ПЗ для крадіжки даних платіжних карток через NFC, що дозволяє їм проводити платежі та знімати готівку в банкоматах. Кампанія, ймовірно, має китайське походження та вже зафіксована в Європі. SuperCard X не розпізнається антивірусами, що робить її особливо небезпечною.

## Виноски
1. ↑  Dream(sheep++): A developer’s introduction to Google Android — 2009.
2. ↑  Android Code Analysis. Архів оригіналу за 25 липня 2013. Процитовано 6 червня 2012. [Архівовано 2018-12-25 у Wayback Machine.]
3. ↑  Morrill D. Announcing the Android 1.0 SDK, release 1 // Android Developers — Google, 2008.
4. ↑  Licenses. Android Open Source Project. Android. Архів оригіналу за 21 січня 2013. Процитовано 19 січня 2013.
5. ↑  Licenses. Android Open Source Project. Open Handset Alliance. Архів оригіналу за 2 липня 2013. Процитовано 22 жовтня 2008.
6. ↑  Андроїд (ОС) — ВУЕ. vue.gov.ua (укр.). Архів оригіналу за 14 березня 2022. Процитовано 1 січня 2021.
7. ↑  Android Captures 84 % Share of Global Smartphone Shipments in Q3 2014 (English) . Архів оригіналу за 7 липня 2013. Процитовано 26 листопада 2014.
8. ↑  A new modern look for the Android brand. // By Jason Fournier. Director, Android Consumer Brand Management. Sep 05, 2023
9. ↑  Google Buys Android for Its Mobile Arsenal (English) . Архів оригіналу за 2 липня 2013. Процитовано 18 грудня 2007.
10. ↑  Google is working on a mobile OS, and it's due out shortly (English) . Архів оригіналу за 2 липня 2013. Процитовано 18 грудня 2007.
11. ↑  Google Pushes Tailored Phones To Win Lucrative Ad Market (English) . Архів оригіналу за 2 липня 2013. Процитовано 18 грудня 2007.
12. ↑  Why Google’s GPhone won’t kill Apple’s iPhone (English) . Архів оригіналу за 2 липня 2013. Процитовано 18 грудня 2007. [Архівовано 2013-07-31 у Wayback Machine.]
13. ↑  Google Using OpenMoko For gPhone? (English) . Архів оригіналу за 2 липня 2013. Процитовано 18 грудня 2007.
14. ↑  Industry Leaders Announce Open Platform for Mobile Devices (English) . Архів оригіналу за 2 березня 2012. Процитовано 18 грудня 2007.
15. ↑  Larry Page hints at Andy Rubin's new project - with outside help?. the Guardian (англ.). 22 квітня 2013. Архів оригіналу за 3 лютого 2022. Процитовано 3 лютого 2022.
16. ↑  Энди Рубин покинул пост главы Android в Google, его место занял Сандар Пичай. Архів оригіналу за 7 серпня 2013. Процитовано 6 липня 2013.
17. ↑  Open Handset Alliance Releases Android SDK (English) . Архів оригіналу за 7 липня 2013. Процитовано 18 грудня 2007.
18. 1 2 3 4 5 6 7 8 9 10 11 12 13 14 15 16 17 18 19 20  Стало відомо, що Android 15 матиме назву Vanilla Ice Cream. Це вже третій вид морозива в історії ОС. 07.03.23
19. ↑  Bohn, Dieter (22 серпня 2019). Google deserts desserts: Android 10 is the official name for Android Q. The Verge (англ.). Процитовано 14 січня 2024.
20. ↑  Amadeo, Ron (22 серпня 2019). Unsweetened: Android swaps sugary codenames for boring numbers. Ars Technica (англ.). Процитовано 14 січня 2024.
21. ↑  Gartenberg, Chaim (23 липня 2020). Even Android 11 is cake. The Verge (англ.). Процитовано 14 січня 2024.
22. ↑  Android 12's dessert name is confirmed to be Snow Cone (англ.). 4 жовтня 2021. Архів оригіналу за 20 квітня 2022. Процитовано 14 січня 2024.
23. ↑  Google may have already revealed the dessert name for Android 13 "T". xda-developers.com (англ.). xda-developers.com. 27 липня 2021. Архів оригіналу за 11 лютого 2022. Процитовано 14 січня 2024.
24. ↑  Friedman, Alan (23 квітня 2022). Google reveals one interesting bit of information about 2023's Android 14. Phone Arena (амер.). Архів оригіналу за 29 липня 2022. Процитовано 14 січня 2024.
25. ↑  Google заплутала тестувальників хаотичним випуском бета-версій Android 14 та 15. 26.05.2024, 16:07
26. ↑  Що нового в Android 15: 14 ключових змін, які будуть у наступній версії. // Автор: Скарбик Павло. 18.08.2024
27. ↑  Майбутня версія Android 16: очікувані функції, дата випуску і які смартфони підтримуватимуть. 06.11.2024, 20:00
28. ↑  Google випустить Android 16 вже 3 червня: оновлення почнуть отримувати Pixel. // Автор: Скарбик Павло. 31.05.2025
29. ↑  Найкраща заміна Chrome: вийшов ШІ-браузер Arc для Android. // Автор: Ярослав Коджушко. 06.10.2024, 21:00
30. ↑  Android is now available as open source. Архів оригіналу за 13 січня 2012. Процитовано 5 січня 2011. [Архівовано 2012-01-13 у Wayback Machine.]
31. ↑  Licenses (Android Open Source Project). Архів оригіналу за 22 жовтня 2008. Процитовано 27 квітня 2009.
32. ↑  Code Search with Cross References for the Android Open Source Project [Архівовано 10 грудня 2019 у Wayback Machine.] // Android Developers Blog, 10 December 2019
33. ↑  Платформа Android достигла уровня активации 500 тысяч устройств в день. Архів оригіналу за 4 липня 2011. Процитовано 4 липня 2011.
34. ↑  Google says there are now 1.4 billion active Android devices worldwide. Архів оригіналу за 11 червня 2016. Процитовано 20 червня 2016.
35. ↑  Android Q Beta Devices. web.archive.org. 13 серпня 2019. Архів оригіналу за 13 серпня 2019. Процитовано 15 березня 2020.
36. ↑  Android P Beta Devices. Android Developers. Google. Архів оригіналу за 10 травня 2018. Процитовано 13 листопада 2018.
37. ↑  Google відключає підтримку Android 4.4: що робити зі старими смартфонами. // Автор: Максим Самойленко. 26.07.2023, 19:45
38. ↑  Android Market: Now available for users. Архів оригіналу за 19 серпня 2013. Процитовано 29 березня 2010.
39. ↑  Архівована копія. Архів оригіналу за 19 червня 2016. Процитовано 20 червня 2016.{{cite web}}:  Обслуговування CS1: Сторінки з текстом «archived copy» як значення параметру title (посилання)
40. ↑  Supported locations for free publishers. Android Market for Developer Довідка. Google. 2011. Процитовано 18 травня 2011. {{cite web}}: Недійсний |deadurl=404 (довідка)[недоступне посилання з червня 2019](англ.)
41. 1 2  Supported locations for merchants. Android Market for Developer Довідка. Google. 2011. Процитовано 18 травня 2011. {{cite web}}: Недійсний |deadurl=404 (довідка)(англ.)
42. 1 2 3  Supported locations for distributing applications. Android Market for Developer Довідка. Google. 2011. Процитовано 18 травня 2011. {{cite web}}: Недійсний |deadurl=404 (довідка)(англ.)
43. ↑  Google перейменувала Android Market в Google Play. Архів оригіналу за 27 травня 2012. Процитовано 30 березня 2012.
44. ↑  Росія в списку країн на Android Market. Архів оригіналу за 28 квітня 2011. Процитовано 29 березня 2010. [Архівовано 2011-04-28 у Wayback Machine.]
45. 1 2  Android Market update: support for priced applications. Архів оригіналу за 19 серпня 2013. Процитовано 29 березня 2010.
46. 1 2  Максим Саваневський (12 травня 2011). Українці тепер можуть купувати застосунки в Android Market. Watcher (watcher.com.ua). Архів оригіналу за 7 липня 2013. Процитовано 18 травня 2011.
47. 1 2  О нас » Android Украина. Android Украина. 31 січня 2011. Архів оригіналу за 7 липня 2013. Процитовано 9 березня 2011.(рос.)
48. 1 2  Технослав Бергамот (21 листопада 2009). Android-телефоны в Украине. Кто в конце концов первый?. gagadget.com. MSP «Magnet». Архів оригіналу за 7 липня 2013. Процитовано 9 березня 2011. (рос.)
49. ↑  HTC Hero теперь и в Украине. Companion (www.companion.ua). 19 жовтня 2009. Архів оригіналу за 7 липня 2013. Процитовано 9 березня 2011. [Архівовано 2014-03-23 у Wayback Machine.](рос.)
50. ↑  HTC офіційно виходить на український ринок (Пресреліз). Корпорація HTC. 25 травня. Процитовано 9 березня 2011.[недоступне посилання з червня 2019]
51. ↑  Simpson (1 березня 2010). HTC Hero + 12Gb интернета за 4199 грн. Android в Украине (www.androids.com.ua). Архів оригіналу за 4 березня 2010. Процитовано 9 березня 2011. [Архівовано 2010-03-04 у Wayback Machine.](рос.)
52. ↑  Samsung Galaxy Spica (i5700) — новый смартфон на базе Android (Пресреліз). Samsung Electronics Ukraine. 19 листопада 2009. Процитовано 9 березня 2011.[недоступне посилання з червня 2019](рос.)
53. ↑  Вперше на українському ринку PEOPLEnet представляє комунікатор IDEOS під управлінням Android OS, який працює в стандарті CDMA 1X, EV-DO Rev.A. (Пресреліз). ЗАТ «Телесистеми України». 31 грудня 2010. Архів оригіналу за 22 вересня 2011. Процитовано 9 березня 2011.
54. ↑  Алексей Грибановский; Вадим Савенко (26 жовтня 2010). Производителям мобилок не нужны деньги украинцев. «proIT» (proit.com.ua). «proUA». Архів оригіналу за 7 липня 2013. Процитовано 9 березня 2011.(рос.)
55. ↑  Технослав Бергамот (13 січня 2010). Samsung начинает поставки смартфона Galaxy Spica i5700 с доступом к Android Market. gagadget.com. MSP «Magnet». Архів оригіналу за 7 липня 2013. Процитовано 9 березня 2011.(рос.)
56. ↑  В Украине запустилась локальная версия Android Market. proIT (proit.com.ua). Еволюшен Медіа. 12 травня 2011. Архів оригіналу за 7 липня 2013. Процитовано 18 травня 2011.(рос.)
57. ↑  www.android.com.ua — Українізація Андроїда. Архів оригіналу за 11 серпня 2011. Процитовано 16 квітня 2012.
58. ↑  Jack Wallen (3 листопада 2009). 10 things Android phones do better than the iPhone (англ.). Tech Republic. Архів оригіналу за 21 березня 2011. Процитовано 21 березня 2011.
59. ↑  Полнейший обзор Android 4.3 Jelly Bean и нового Google Nexus 7 (рос.). 24 липня 2013. Архів оригіналу за 27 липня 2013. Процитовано 6 травня 2015. [Архівовано 28 липня 2013 у Wayback Machine.]
60. ↑  The Android fine print: Kill switch and other tidbits (англійською) . computerworld.com. 16 жовтня 2008. Архів оригіналу за 14 березня 2012. Процитовано 7 січня 2009. [Архівовано 2012-10-19 у Wayback Machine.]
61. ↑  Marc Flores. (5 жовтня 2010). Steve Ballmer Jabs Android for Fragmentation Issues (англ.). IntoMobile. Архів оригіналу за 1 березня 2012. Процитовано 7 березня 2011.
62. ↑  Анатолий Ализар (20 жовтня 2010). Стив Джобс обвиняет Android во «фрагментации». Хабрахабр. Архів оригіналу за 1 березня 2012. Процитовано 7 березня 2011.
63. ↑  Юрий Стрельченко. (17 листопада 2010). Google отрицает фрагментацию Android. СОТОВИК. Архів оригіналу за 1 березня 2012. Процитовано 7 березня 2011.
64. ↑  Конфликт между сообществом разработчиков Android и Google (російською) . http://habrahabr.ru. Архів оригіналу за 7 липня 2013. {{cite web}}: Зовнішнє посилання в |publisher= (довідка)
65. ↑  Google Android IntelliJ IDEA plugin. Архів оригіналу за 29 лютого 2012. Процитовано 2 квітня 2012.
66. ↑  Android plugin for NetBeans. Архів оригіналу за 16 квітня 2012. Процитовано 2 квітня 2012. [Архівовано 2012-04-16 у Wayback Machine.]
67. ↑  Installing Fonts On Android (амер.). 26 січня 2022. Архів оригіналу за 3 лютого 2022. Процитовано 3 лютого 2022.
68. ↑  Android NDK. Архів оригіналу за 19 серпня 2013. Процитовано 2 квітня 2012.
69. ↑  Application Framework. Архів оригіналу за 7 лютого 2009. Процитовано 2 квітня 2012.
70. ↑  Content provider basics. Android Developers (англ.). Архів оригіналу за 19 лютого 2022. Процитовано 3 лютого 2022.
71. ↑  Google заснувала конкурс з розробки [[Застосунок|застосунків]] для Android. Архів оригіналу за 20 жовтня 2011. Процитовано 2 квітня 2012. [Архівовано 2011-10-20 у Wayback Machine.]
72. ↑  Google представила SDK для Android, оголосила конкурс[недоступне посилання з червня 2019], nixp.ru
73. ↑  Переможці Android Developers Challenge. Архів оригіналу за 11 жовтня 2012. Процитовано 2 квітня 2012.
74. ↑  Android Developer Challenge 2 open for submissions [Архівовано 2013-09-07 у Wayback Machine.], android-developers.blogspot.com
75. ↑  ADC 2 Overall Winners [Архівовано 6 квітня 2012 у Wayback Machine.], code.google.com/android
76. ↑  Михайло, Митник (11 вересня 2024). Google додала в Android захист від піратства – Смартфони | iTechua. iTechua - Новини про смартфони, гаджети і різні девайси (укр.). Процитовано 13 вересня 2024.
77. ↑  Android malware steals user credentials using optical character recognition. DanAN Goodin, 7/28/2023, 11:31 PM
78. ↑  Нова вразливість Android може дозволити хакерам керувати смартфонами дистанційно: що потрібно знати, щоб убезпечитись. // Автор: Каіров Віталій. 28.04.2024
79. ↑  Microsoft попереджає користувачів Android про нову атаку «Dirty Stream». // Автор: Скарбик Павло. 04.05.2024
80. ↑  Google відстежує локацію користувача смартфона на Android. // Автор: Скарбик Павло. 26.10.2024
81. ↑  Під атакою хакерів опинились мільйони смартфонів: як поширюється загроза. 16.12.2024, 21:45
82. ↑  Виявлено новий Android-вірус, який краде дані банківських карт через NFC. // Автор: Скарбик Павло. 20.04.2025